# 恩利尔·巴尼
恩利尔·巴尼（约公元前1860年—约公元前1837年在位）（英語：Enlil-bani）伊辛第一王朝国王。他原先为园林工，后被伊辛国王伊拉·伊米提选为替身，伊拉·伊米提因温泉噎塞而丧命，于是他成为国王，现存的史诗表明他为一个贤君。